# Stampede (videogioco)
Stampede è un videogioco su cartuccia, pubblicato da Activision nel 1981 per la console Atari 2600 e per la console Intellivision nel 1982, quest'ultimo molto simile graficamente alla versione per Atari 2600. Ha per protagonista un cowboy a cavallo, impegnato a controllare una mandria di bovini.

## Modalità di gioco
Il gioco è a scorrimento orizzontale verso destra con una vista in terza persona. Il giocatore può muovere il cowboy verticalmente lungo il lato sinistro dello schermo. I bovini corrono anch'essi verso destra, su sei possibili linee orizzontali, ma più lentamente del cowboy, quindi gli vengono incontro. L'obiettivo del gioco è di prendere al lazo i bovini, oppure di spingerli avanti andandogli addosso con il cavallo. Se 3 bovini vengono lasciati scappare, ovvero uscire dal lato sinistro dello schermo, il gioco termina.
Ci sono quattro tipi di bovini con valore crescente, tra cui l'Angus nero, che è quello di maggior valore, ma non può essere mosso e va preso necessariamente al lazo.
Durante il gioco, se ci si scontra con un teschio di bue o con l'Angus, si perderanno attimi preziosi perché il cavallo si impenna. Se invece il cavallo tocca uno degli altri tipi di bovino, quest'ultimo verrà spinto in avanti insieme ad altri nel caso siano in gruppo.
L'Angus inoltre sta immobile, quindi esce più velocemente dall'area di gioco.
Il giocatore ottiene una vita extra ogni 1.000 punti. Questo rende possibile a un esperto giocatore di battere il gioco, dato che intorno ai 5.000 punti il gioco ricomincia da capo ripetendo lo stesso schema.